# Bồ câu Pháp

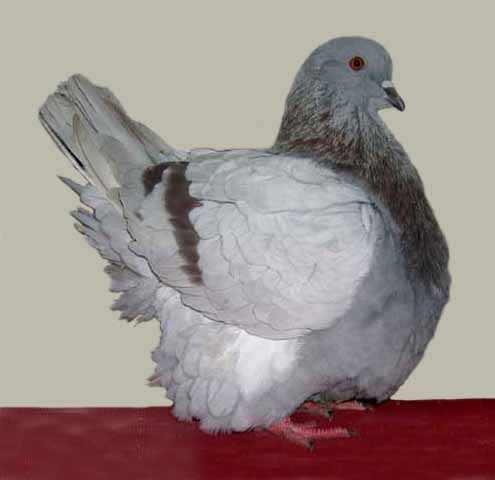
Một con bồ câu Pháp (French Mondain)

Bồ câu Pháp là một giống bồ câu nhà có nguồn gốc từ nước Pháp qua quá trình chọn giống. Loại chim này đã được lai tạo và chọn giống qua nhiều năm để hình thành nên một giống bồ câu thịt và đây là giống bồ câu có kích thước lớn nhất để sử dụng vào mục đích chăn nuôi lấy thịt bồ câu. Nếu áp dụng đúng quy trình, kỹ thuật nuôi, những con bồ câu Pháp lớn nhanh hơn so với bồ câu địa phương khác và nhiều loại vật nuôi.

## Đặc điểm

### Ngoại hình
Chim bồ câu Pháp con trống to hơn con mái, đầu thô, có phản xạ gù mái lúc thành thục, khoảng cách giữa 2 xương chậu hẹp những con chim mái thường có khối lượng nhỏ hơn, đầu nhỏ và thanh, khoảng cách giữa 2 xương chậu rộng. Chỉ sau khoảng 4 tháng nuôi, chim đến tuổi sinh sản, trọng lượng bình quân mỗi con từ dưới 650 - trên 800g.
Giống bồ câu Pháp có thể phân thành 02 giống là:
- Dòng Mimas: Những con chim có bộ lông đồng nhất màu trắng, khả năng sản xuất đạt 16-17 chim non của mỗi cặp trên 01 năm, khối lượng chim non lúc 28 ngày tuổi đạt 590g.
- Dòng Titan: Chim bồ câu có bộ lông phong phú đa dạng hơn chúng có nhiều màu như trắng, đốm, xám, nâu, khả năng sản xuất đạt 12-13 chim non đối với mỗi cặp trên 01 năm, khối lượng chim non lúc 28 ngày tuổi đạt 700g.

Trong chọn giống, người ta thường chọn những cặp bồ câu sinh sản có thể dùng sản xuất trong 5 năm. Tuy nhiên, sau 3 năm, khả năng sinh sản có chiều hướng giảm, cần phải thay thế. Tiêu chuẩn con giống là phải khỏe mạnh, lông mượt, không có bệnh tật, dị tật, lanh lợi.Chim đạt từ 4-5 tháng. Con trống: đầu thô, có phản xạ gù mái lúc thành thục, khoảng cách giữa 2 xương chậu hẹp. Con mái: nhỏ hơn, đầu nhỏ và thanh, khoảng cách giữa 2 xương chậu rộng.

### Sinh trưởng

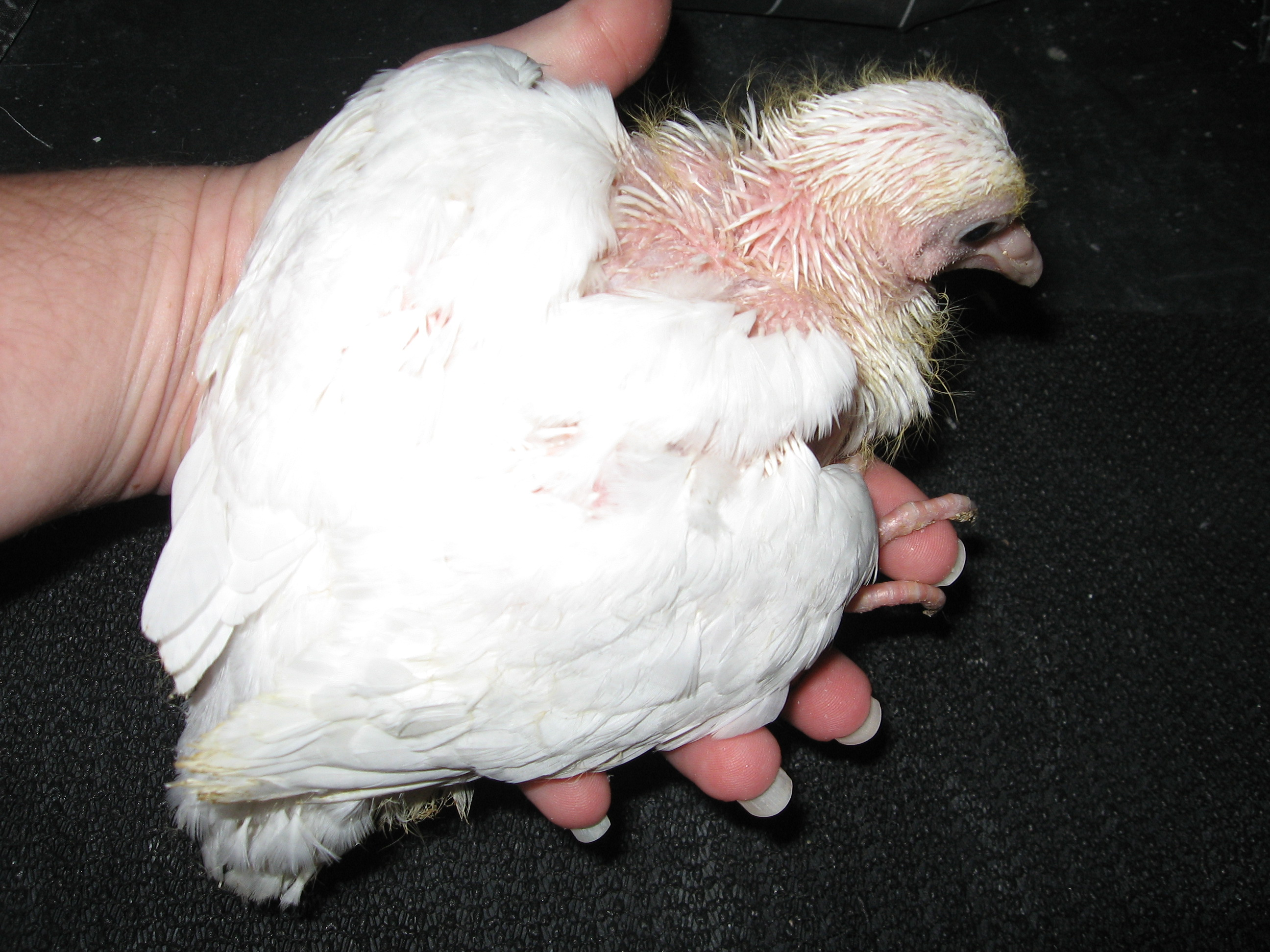
Một con bồ câu đang ra ràng

Bồ câu Pháp có đặc điểm sinh trưởng nhanh và tuổi sinh sản kéo dài 4-5 năm, mỗi năm đẻ 8 – 10 lứa, bồ câu cái Pháp đẻ liên tục trong năm, vừa ấp nở vừa đẻ trứng, một cặp bồ câu có thể sinh sản trong 5 năm, nhưng sau 3 năm đẻ, khả năng sinh sản giảm.
Bồ câu mái sau 4 -5 tháng tuổi bắt đầu đẻ lứa đầu, mỗi lứa đẻ 2 trứng. Sau khi ấp 16 - 18 ngày sẽ nở. Chim con sẽ được giao cho chim trống nuôi dưỡng. Chim mái nghỉ dưỡng sau 7- 10 ngày thì đẻ lứa tiếp theo và diễn tiến như vậy, cứ một cặp bồ câu bố mẹ sau 1 năm cho ra đời 17 cặp con cháu. Chim bồ câu thường đẻ trong khoảng thời gian từ 3 đến 5 giờ chiều

### Tập tính ăn
Bồ câu Pháp là giống chim không quá kén ăn, nguồn thức ăn cho chim dễ tìm kiếm, chủ yếu là các loại gạo, bắp, đậu... chúng có thể cho ăn thêm thức ăn công nghiệp nhằm tăng cường chất dinh dưỡng để kích thích chim chóng lớn hoặc thức ăn cho loài chim này là cám tổng hợp và gạo lức để tránh bệnh về tiêu hóa đồng thời thức ăn, nước uống cho chim phải sạch sẽ mỗi ngày chúng ăn 2 lần vào bữa sáng và bữa tối.
Thông thường chim ăn trực tiếp các loại hạt thực vật đỗ, ngô, thóc, gạo và một lượng cần thiết thức ăn đã gia công chứa nhiều chất khoáng và vitamin. Đỗ bao gồm: đỗ xanh, đỗ đen, đỗ tương,...Riêng đỗ tương hàm lượng chất béo nhiều nên cho ăn ít hơn và phải được rang trước khi cho chim ăn. Thức ăn cơ sở: thóc, ngô, gạo, cao lương,..trong đó ngô là thành phần chính của khẩu phần. Chim bồ câu cũng cần một lượng nhất định các hạt sỏi giúp cho chim trong quá trình tiêu hoá của dạ dày (mề). Kích cỡ của các hạt: dài 0,5-0,8mm, đường kính 0,3-0,4mm. Vì vậy nên đưa sỏi vào máng dành riêng đựng thức ăn bổ sung cho chim ăn.

## Chăn nuôi
Giống bồ câu Pháp đẻ nhiều, tiêu thụ thức ăn ít, phù hợp khí hậu nhiệt đới, ít dịch bệnh, có sức đề kháng cao, thích ứng tốt với điều kiện nuôi nhốt nên không mất nhiều công chăm sóc, chi phí nuôi thấp, hiệu quả kinh tế cao. Chim bồ câu Pháp dễ hơn nuôi các loại gia cầm khác và lợi nhuận cao hơn nuôi gà. Để chim lớn nhanh, khỏe mạnh, không bị bệnh thì mật độ nuôi phải đảm bảo 6-8 con/m2 và thường xuyên vệ sinh chuồng trại. Nuôi bồ câu Pháp không cần mặt bằng rộng, cần chú ý vệ sinh chuồng trại tốt và tránh những tác nhân xấu từ môi trường thì bồ câu sẽ không bị bệnh tật và phát triển tốt, mang lại hiệu quả kinh tế cao, thu hồi vốn nhanh.
Bồ câu Pháp là loại ít dịch bệnh, một tuần vệ sinh chuồng trại một lần, nuôi 6 tháng là bắt đầu sinh sản, một cặp chim bồ câu có thể đẻ tới 7-8 lứa một năm, mỗi lứa 2 trứng một ổ. Thời gian từ khi chim ấp đến khi chim non ra ràng là 28 ngày và đến khi có thể bán tổng cộng là 45 ngày. So với bồ câu sẻ thì nuôi bồ câu Pháp có nhiều lợi thế hơn. Cùng một chế độ ăn, chăm sóc, thời gian để xuất bán nhưng bồ câu Pháp đạt trọng lượng nặng hơn.